# Cymothoe owassae
Cymothoe owassae är en fjärilsart som beskrevs av Schultze 1921. Cymothoe owassae ingår i släktet Cymothoe och familjen praktfjärilar. Inga underarter finns listade i Catalogue of Life.